# Abispa
Abispa — рід підродини Eumeninae родини Vespidae.

## Опис
Австралія. Індо-малайська область. Великі яскравозабарвлені оси.

## Класифікація
- Abispa australiana Mitchell, 1838
- Abispa ephippium (Fabricius, 1775)
- Abispa laticincta van der Vecht, 1960
- Abispa splendida (Guérin, 1838)